# Nielsen Media Research
Nielsen Media Research (NMR) este o companie americană ce se ocupă cu măsurarea audiențelor în diferite domenii, incluzând televiziunea, radioul și presa scrisă. NMR are sediul central în New York, își desfășoară activitatea în principal în locația aflată în Oldsmar, Florida și activează și pe piața românească. Compania face parte din grupul Nielsen Company